# Трећа лига СР Југославије у фудбалу 2002/03.
Трећа лига СР Југославије у сезони 2002/03. било је једанаесто такмичење организовано од стране фудбалског савеза СР Југославије од оснивања лиге 1992, након распада дотадашње СФР Југославије и то је трећи степен такмичења у СР Југославији.
Трећа лига СР Југославије подијељена је територијално, на седам зона: Београд, Војводина, Дунав, Морава, Тимок, Ниш и Црна Гора; у свакој зони такмичи се по 18 клубова, изузев Црне Горе гдје се такмичи 16 клубова. Из сваке зоне првак ће изборити пласман у Другу лигу, у одговарајућу зону (Исток, Запад, Сјевер, Југ), док број тимова који испадају из лиге зависи од зоне. Из зоне Београд испада пет клубова, из зоне Војводина три, док из зона Дунав и Морава испадају по 12 клубова због спајања зона у заједничку Српску лигу Запад. Из зона Тимок и Ниш испада по 11 клубова због спајања зона у јединствену Српску лигу Исток од сезоне 2003/04; док из Црне Горе испада пет клубова.

## Зона Београд
У зони Београд такмичи се 18 клубова, свако са сваким кући и на страни по једном. На крају сезоне, побједник ће изборити пласман у Другу лигу зона Сјевер за сезону 2003/04, што је промјена у односу на (претходну сезону када су два првопласирана клуба изборила пласман у Другу лигу) док из лиге испада пет клубова. У сезони 2001/02, из лиге су испали Полет из Миросаљца; ГСП Полет, Жарково, Трудбеник и Раковица из Београда и Палилулац из Крњаче. У Другу лигу пласирали су се Дорћол из Београда као првак и Срем из Јакова као другопласирани. Из Друге лиге зона Сјевер у Трећу лигу — Београд испали су Железничар, Бежанија, Балкан Буковица и Телеоптик из Београда.
У трећу лигу зона Београд из Четврте лиге пласирали су се Јединство из Сурчина, ПКБ из Падинске Скеле и Колубара из Лазаревца.

### Табела
| Мјесто | Екипа               | Играно | Побједа | Неријешено | Изгубио | Дао гол. | При. гол. | Гол-разлика | Бодови | Напомене                               |
| ------ | ------------------- | ------ | ------- | ---------- | ------- | -------- | --------- | ----------- | ------ | -------------------------------------- |
| 1      | Бежанија            | 34     | 22      | 6          | 6       | 65       | 28        | +37         | 72     | Друга лига Србије и Црне Горе — Сјевер |
| 2      | Вождовац            | 34     | 17      | 10         | 7       | 64       | 33        | +31         | 61     |                                        |
| 3      | Жељезничар Београд  | 34     | 16      | 10         | 8       | 53       | 31        | +22         | 58     |                                        |
| 4      | Кнежевац Кијево     | 34     | 15      | 13         | 6       | 39       | 23        | +16         | 58     |                                        |
| 5      | Телеоптик           | 34     | 15      | 9          | 10      | 58       | 35        | +23         | 54     |                                        |
| 6      | Комграп             | 34     | 15      | 6          | 13      | 50       | 45        | +5          | 51     |                                        |
| 7      | Јединство Сурчин    | 34     | 14      | 8          | 12      | 53       | 47        | +6          | 50     |                                        |
| 8      | Балкан 34           | 34     | 14      | 6          | 14      | 54       | 52        | +2          | 48     |                                        |
| 9      | Млади Обилић        | 34     | 13      | 8          | 13      | 53       | 46        | +7          | 47     |                                        |
| 10     | Графичар            | 34     | 13      | 8          | 13      | 49       | 47        | +2          | 47     |                                        |
| 11     | Будућност Добановци | 34     | 11      | 3          | 16      | 48       | 55        | -7          | 47     |                                        |
| 12     | БАСК                | 34     | 12      | 10         | 12      | 47       | 36        | +11         | 46     |                                        |
| 13     | ПКБ                 | 34     | 12      | 10         | 12      | 36       | 36        | 0           | 46     |                                        |
| 14     | Синђелић Београд    | 34     | 12      | 10         | 12      | 40       | 41        | -1          | 46     | Четврта лига — зона Београд            |
| 15     | Колубара            | 34     | 13      | 6          | 15      | 34       | 46        | -12         | 45     | Четврта лига — зона Београд            |
| 16     | Змај                | 34     | 5       | 6          | 19      | 18       | 60        | -42         | 32     | Четврта лига — зона Београд            |
| 17     | БСК Олимпик         | 34     | 9       | 5          | 20      | 34       | 53        | -19         | 29     | Четврта лига — зона Београд            |
| 18     | Сремчица            | 34     | 2       | 3          | 29      | 25       | 127       | -102        | 9      | Четврта лига — зона Београд            |

- Бежанија се пласирала у Другу лигу Србије и Црне Горе — Сјевер.
- Синђелић Београд испао у Четвру лигу — зона Београд;
- Колубара испао у Четвру лигу — зона Београд;
- Змај испао у Четвру лигу — зона Београд;
- БСК Олимпик испао у Четвру лигу — зона Београд;
- Сремчица испао у Четвру лигу — зона Београд.

## Зона Војводина
У зони Војводина такмичи се 18 клубова, свако са сваким кући и на страни по једном. На крају сезоне, побједник ће изборити пласман у Другу лигу зона Сјевер за сезону 2003/04, што је промјена у односу на претходну сезону (када су два првопласирана клуба изборила пласман у Другу лигу), док из лиге испадају три клуба.
У сезони 2001/02 из лиге су испали Срем из Сремске Митровице, Бегеј из Житишта, Бачка 1901 из Суботице, Раднички из Ковина, Полет из Каравукова и Раднички Сутјеска. Јединство Стевић из Качарева је првобитно требало да испадне, али је опстао у лиги јер је Врбас, који је требало да испадне из Друге лиге, сачувао мјесто. Умјесто њих у Трећу лигу — Војводина пласирали су се Шајкаш из Ковиља, Његош из Ловћенца, Глогоњ из Глогоња и Палић из Палића. Из Друге лиге — Сјевер у Трећу лигу — Војводина испали су ЧСК Пивара из Челарева, Пролетер из Зрењанина, Кабел из Новог Сада и Спартак из Суботице. У Другу лигу — Сјевер за сезону 2002/03 пласирали су се Елан из Србобрана и Младост из Лукићева.

### Табела
| Мјесто | Екипа            | Играно | Побједа | Неријешено | Изгубио | Дао гол. | При. гол. | Гол-разлика | Бодови | Напомене                               |
| ------ | ---------------- | ------ | ------- | ---------- | ------- | -------- | --------- | ----------- | ------ | -------------------------------------- |
| 1      | Пролетер         | 34     | 27      | 4          | 3       | 76       | 26        | +50         | 85     | Друга лига Србије и Црне Горе — Сјевер |
| 2      | ЧСК Пивара       | 34     | 25      | 7          | 2       | 72       | 22        | +50         | 82     |                                        |
| 3      | Бачка            | 34     | 18      | 6          | 10      | 65       | 38        | +27         | 60     |                                        |
| 4      | Кикинда          | 34     | 15      | 8          | 11      | 48       | 31        | +17         | 53     |                                        |
| 5      | Јединство Стевић | 34     | 14      | 8          | 12      | 46       | 50        | -4          | 50     |                                        |
| 6      | Кабел            | 34     | 14      | 6          | 14      | 58       | 46        | +12         | 48     |                                        |
| 7      | Цемент Беочин    | 34     | 13      | 9          | 12      | 46       | 35        | +11         | 48     |                                        |
| 8      | Црвенка          | 34     | 14      | 6          | 14      | 52       | 46        | +6          | 48     |                                        |
| 9      | Браздакоп        | 34     | 13      | 8          | 13      | 74       | 57        | +17         | 47     |                                        |
| 10     | Шајкаш           | 34     | 12      | 10         | 12      | 42       | 36        | +6          | 46     |                                        |
| 11     | Раднички Бајмок  | 34     | 13      | 6          | 15      | 48       | 48        | 0           | 45     |                                        |
| 12     | Текстилац        | 34     | 13      | 5          | 16      | 63       | 50        | +13         | 44     |                                        |
| 13     | Палић            | 34     | 13      | 4          | 17      | 44       | 52        | -8          | 43     |                                        |
| 14     | Спартак Суботица | 34     | 13      | 4          | 17      | 46       | 61        | -15         | 43     |                                        |
| 15     | Његош            | 34     | 12      | 6          | 16      | 53       | 61        | -8          | 42     |                                        |
| 16     | Бачка Топола     | 34     | 9       | 7          | 18      | 32       | 69        | -37         | 34     | Четврта лига — зона Војводина          |
| 17     | Раднички Шид     | 34     | 6       | 4          | 24      | 33       | 91        | -58         | 22     | Четврта лига — зона Војводина          |
| 18     | Глогоњ           | 34     | 6       | 4          | 24      | 23       | 102       | -79         | 22     | Четврта лига — зона Војводина          |

- Пролетер се пласирао у Другу лигу Србије и Црне Горе — Сјевер.
- Бачка Топола испала у Четвру лигу — зона Војводина;
- Раднички Шид испао у Четвру лигу — зона Војводина;
- Глогоњ испао у Четвру лигу — зона Војводина.

## Зона Дунав
У зони Дунав такмичи се 18 клубова, свако са сваким кући и на страни по једном. На крају сезоне, побједник ће изборити пласман у Другу лигу зона Запад за сезону 2003/04, док из лиге испада дванаест клубова због спајања зоне Дунав са зоном Морава у јединствену Српску лигу Запад. Шестопласирани клубови из обје зоне играју плеј оф за пласман у новоформирану лигу.
У сезони 2001/02 из лиге су испали Рађевац из Крупња, Младост из Смедеревске Паланке и Борац из Великог Лаола; док су Карађорђе из Мишара и Поцерина из Јевремовца, који су првобитно требало да испадну, опстали јер је Млади Радник добио мјесто у Другој лиги, а Слога Липнички Сор угашена. Умјесто њих у Трећу лигу — Дунав пласирали су се Звижд из Кучева, Јединство из Владимираца и Палић из Палића. Из Друге лиге — Запад у Трећу лигу — Дунав испали су Јединство из Уба и Жељезничар из Лајковца. У Другу лигу — Запад за сезону 2002/03 пласирали су се Будућност Вујић из Ваљева као првак и Мачва из Шапца, као побједник плеј офа.

### Табела
| Мјесто | Екипа                | Играно | Побједа | Неријешено | Изгубио | Дао гол. | При. гол. | Гол-разлика | Бодови | Напомене                              |
| ------ | -------------------- | ------ | ------- | ---------- | ------- | -------- | --------- | ----------- | ------ | ------------------------------------- |
| 1      | Јединство Уб         | 32     | 24      | 7          | 1       | 112      | 14        | +98         | 79     | Друга лига Србије и Црне Горе — Запад |
| 2      | Звижд                | 32     | 20      | 6          | 6       | 66       | 33        | +33         | 66     |                                       |
| 3      | Слога Петровац       | 32     | 19      | 7          | 6       | 74       | 29        | +45         | 64     |                                       |
| 4      | Селевац              | 32     | 18      | 5          | 9       | 86       | 44        | +42         | 59     |                                       |
| 5      | Жељезничар Смедерево | 32     | 17      | 7          | 8       | 74       | 38        | +36         | 58     |                                       |
| 6      | Раднички Зорка       | 32     | 18      | 3          | 11      | 74       | 54        | +20         | 57     | Бараж за опстанак у Трећој лиги       |
| 7      | Рудар Костолац       | 32     | 17      | 5          | 10      | 74       | 49        | +25         | 56     | Четврта лига                          |
| 8      | Рибница Мионица      | 32     | 16      | 9          | 7       | 56       | 31        | +25         | 54     | Четврта лига                          |
| 9      | Жељезничар Лајковац  | 32     | 13      | 8          | 11      | 53       | 38        | +15         | 48     | Четврта лига                          |
| 10     | Јединство Владимирци | 32     | 13      | 8          | 11      | 59       | 35        | +24         | 47     | Четврта лига                          |
| 11     | Раднички Коцељева    | 32     | 13      | 4          | 15      | 68       | 49        | +19         | 43     | Четврта лига                          |
| 12     | Поморавље            | 32     | 10      | 7          | 15      | 56       | 81        | -25         | 37     | Четврта лига                          |
| 13     | Градац               | 32     | 7       | 5          | 20      | 46       | 77        | -31         | 26     | Четврта лига                          |
| 14     | Карађорђе            | 32     | 6       | 5          | 21      | 51       | 107       | -56         | 23     | Четврта лига                          |
| 15     | РСК                  | 32     | 7       | 2          | 23      | 39       | 94        | -55         | 23     | Четврта лига                          |
| 16     | Поцерина             | 32     | 5       | 4          | 23      | 35       | 123       | -88         | 19     | Четврта лига                          |
| 17     | ЖСК                  | 32     | 1       | 3          | 28      | 14       | 141       | -127        | 6      | Четврта лига                          |
| -      | Шапине               | 0      | 0       | 0          | 0       | 0        | 0         | 0           | 0      | Четврта лига                          |

- Јединство Уб се пласирао у Другу лигу Србије и Црне Горе — Запад.
- РСК -3.
- Раднички Зорка - плеј оф за пласман у новоформирану Трећу лигу — Запад.
- Шапине су одустале од такмичења током зимске паузе и сви резултати су им поништени.[7]

## Зона Морава
У зони Морава такмичи се 18 клубова, свако са сваким кући и на страни по једном. На крају сезоне, побједник ће изборити пласман у Другу лигу зона Запад за сезону 2003/04, док из лиге испада дванаест клубова због спајања зоне Морава са зоном Дунав у јединствену Српску лигу Запад. Шестопласирани клубови из обје зоне играју плеј оф за пласман у новоформирану лигу.
У сезони 2001/02 из лиге је испало девет клубова због смањења лиге са 20 на 18 клубова. Испали су: Златибор из Чајетине, Карађорђе из Тополе, Полет из Трбушана, Мокра Гора из Зубиног Потока, Јошаница из Новог Пазара, Краљево Хајдук из Краљева, Омладинац из Заблаћа, Слога из Сјенице и Трепча из Косовске Митровице. Умјесто њих у Трећу лигу — Морава пласирали су се Будућност из Конарева и Аутопревоз из Чачка. Из Друге лиге — Запад у Трећу лигу — Морава испали су Слобода из Ужица, Полет из Љубића, Нови Пазар из Новог Пазара, Слога из Краљева, Златибор из Златибора, Застава из Крагујевца. У Другу лигу — Запад за сезону 2002/03 пласирали су се Металац из Горњег Милановца као првак.

### Табела
| Мјесто | Екипа              | Играно | Побједа | Неријешено | Изгубио | Дао гол. | При. гол. | Гол-разлика | Бодови | Напомене                              |
| ------ | ------------------ | ------ | ------- | ---------- | ------- | -------- | --------- | ----------- | ------ | ------------------------------------- |
| 1      | Нови Пазар         | 32     | 24      | 5          | 3       | 78       | 20        | +58         | 77     | Друга лига Србије и Црне Горе — Запад |
| 2      | Слобода Ужице      | 32     | 20      | 7          | 5       | 69       | 29        | +40         | 67     |                                       |
| 3      | Шумадија           | 32     | 18      | 4          | 10      | 50       | 43        | +7          | 58     |                                       |
| 4      | Севојно            | 32     | 16      | 9          | 7       | 48       | 27        | +21         | 57     |                                       |
| 5      | Јединство Путеви   | 32     | 17      | 6          | 9       | 56       | 41        | +15         | 57     |                                       |
| 6      | Таково             | 32     | 16      | 6          | 10      | 54       | 36        | +18         | 54     | Бараж за опстанак у Трећој лиги       |
| 7      | Омладинац          | 32     | 15      | 7          | 10      | 54       | 37        | +17         | 52     | Четврта лига                          |
| 8      | Рудар Баљевац      | 32     | 14      | 8          | 19      | 51       | 40        | +11         | 50     | Четврта лига                          |
| 9      | Слога Пожега       | 32     | 13      | 8          | 11      | 57       | 49        | +8          | 47     | Четврта лига                          |
| 10     | Слога Краљево      | 32     | 13      | 5          | 14      | 39       | 45        | -6          | 44     | Четврта лига                          |
| 11     | Ердоглија          | 32     | 9       | 14         | 9       | 57       | 49        | +8          | 41     | Четврта лига                          |
| 12     | Полет              | 32     | 10      | 9          | 13      | 51       | 39        | +12         | 39     | Четврта лига                          |
| 13     | Гоч                | 32     | 11      | 5          | 16      | 49       | 69        | -20         | 38     | Четврта лига                          |
| 14     | Металац Трговачки  | 32     | 11      | 4          | 17      | 49       | 64        | -15         | 37     | Четврта лига                          |
| 15     | Застава            | 32     | 8       | 2          | 22      | 33       | 81        | -48         | 26     | Четврта лига                          |
| 16     | ГП Златибор        | 32     | 3       | 4          | 25      | 18       | 70        | -52         | 13     | Четврта лига                          |
| 17     | Будућност Конарево | 32     | 2       | 1          | 29      | 19       | 93        | -74         | 7      | Четврта лига                          |
| -      | Аутопревоз         | 0      | 0       | 0          | 0       | 0        | 0         | 0           | 0      | Четврта лига                          |

- Нови Пазар се пласирао у Другу лигу Србије и Црне Горе — Запад.
- Таково - плеј оф за пласман у новоформирану Трећу лигу — Запад.
- Аутопревоз је одустао од такмичења током зимске паузе и сви резултати су му поништени.[9]

## Зона Тимок
У зони Тимок такмичи се 18 клубова, свако са сваким кући и на страни по једном. На крају сезоне, побједник ће изборити пласман у Другу лигу зона Исток за сезону 2003/04, док из лиге испада једанаест клубова због спајања зоне Тимок са зоном Ниш у јединствену Српску лигу Исток. Седмопласирани клубови из обје зоне играју плеј оф за пласман у новоформирану лигу.
У сезони 2001/02 из лиге су испали Слога из Деспотовца, Копаоник из Бруса и Јагодина из Јагодине; док су Путеви из Зајечара и Прва петолетка из Трстеника, који су првобитно требало да испадну, опстали јер је Трајал из Крушевца одлучио да наступа у четвртом рангу такмичења, а Напредак из Кушиљева је угашен. Умјесто њих у Трећу лигу — Тимок пласирали су се Јединство из Доње Мутнице и Озрен из Сокобање. Из Друге лиге — Исток у Трећу лигу — Тимок испали су Јединство из Параћина и Раднички из Свилајнца. У Другу лигу — Исток за сезону 2002/03 пласирао се Тимок из Зајечара као првак.

### Табела
| Мјесто | Екипа                  | Играно | Побједа | Неријешено | Изгубио | Дао гол. | При. гол. | Гол-разлика | Бодови | Напомене                              |
| ------ | ---------------------- | ------ | ------- | ---------- | ------- | -------- | --------- | ----------- | ------ | ------------------------------------- |
| 1      | Морава Ћуприја         | 34     | 20      | 9          | 5       | 79       | 35        | +44         | 69     | Друга лига Србије и Црне Горе — Исток |
| 2      | Жупа                   | 34     | 21      | 5          | 8       | 65       | 23        | +40         | 68     | Пета лига                             |
| 3      | 14. октобар            | 34     | 21      | 5          | 8       | 67       | 39        | +28         | 68     |                                       |
| 4      | Јединство Доња Мутница | 34     | 21      | 3          | 10      | 80       | 40        | +40         | 66     |                                       |
| 5      | Хајдук Вељко           | 34     | 19      | 9          | 6       | 64       | 28        | +36         | 66     |                                       |
| 6      | СФС Борац Параћин      | 34     | 20      | 3          | 11      | 69       | 50        | +19         | 63     |                                       |
| 7      | ОФК Бор                | 34     | 18      | 8          | 8       | 61       | 30        | +31         | 62     |                                       |
| 8      | Мајданпек              | 34     | 18      | 7          | 9       | 65       | 35        | +30         | 61     | Бараж за опстанак у Трећој лиги       |
| 9      | Јединство Параћин      | 34     | 14      | 9          | 11      | 85       | 59        | +26         | 51     | Четврта лига                          |
| 10     | Раднички Свилајнац     | 34     | 17      | 0          | 17      | 67       | 67        | 0           | 51     | Пета лига                             |
| 11     | Путеви                 | 34     | 13      | 5          | 16      | 56       | 59        | -3          | 44     | Четврта лига                          |
| 12     | Цемент Поповац         | 34     | 13      | 4          | 17      | 47       | 62        | -15         | 43     | Четврта лига                          |
| 13     | БСК Боговина           | 34     | 12      | 3          | 19      | 45       | 59        | -14         | 39     | Четврта лига                          |
| 14     | Каструм                | 34     | 11      | 1          | 22      | 51       | 84        | -33         | 34     | Четврта лига                          |
| 15     | Прва петолетка         | 34     | 8       | 5          | 21      | 41       | 67        | -26         | 29     | Четврта лига                          |
| 16     | Тимочанин              | 34     | 5       | 7          | 22      | 29       | 86        | -57         | 22     | Четврта лига                          |
| 17     | Темнић                 | 34     | 6       | 2          | 26      | 30       | 100       | -70         | 20     | Четврта лига                          |
| 18     | Озрен                  | 34     | 5       | 3          | 26      | 39       | 117       | -78         | 18     | Четврта лига                          |

- Морава Ћуприја се пласирала у Другу лигу Србије и Црне Горе — Исток.
- Жупа и Раднички Свилајнац су избачени у Пету лигу због намјештања међусобне утакмице одигране у оквиру 31 кола.
- Мајданпек - плеј оф за пласман у новоформирану Трећу лигу — Исток.[н. 1]

## Зона Ниш
У зони Ниш такмичи се 18 клубова, свако са сваким кући и на страни по једном. На крају сезоне, побједник ће изборити пласман у Другу лигу зона Исток за сезону 2003/04, док из лиге испада једанаест клубова због спајања зоне Ниш са зоном Тимок у јединствену Српску лигу Исток. Седмопласирани клубови из обје зоне играју плеј оф за пласман у новоформирану лигу.
У сезони 2001/02 из лиге су испали Лужница из Бабушнице, Леминд и Слога из Лесковца. Умјесто њих у Трећу лигу — Ниш пласирали су се Рудар из Алексиначког Рудника и Бања соко из Врања. Из Друге лиге — Исток у Трећу лигу — Ниш испали су Жељезничар из Ниша и Вучје из Вучја. У Другу лигу — Исток за сезону 2002/03 пласирао се Цар Константин из Ниша као побједник баража са Власином, јер су имали исти број бодова на крају сезоне на прва два мјеста.

### Табела
| Мјесто | Екипа            | Играно | Побједа | Неријешено | Изгубио | Дао гол. | При. гол. | Гол-разлика | Бодови | Напомене                              |
| ------ | ---------------- | ------ | ------- | ---------- | ------- | -------- | --------- | ----------- | ------ | ------------------------------------- |
| 1      | Власина          | 34     | 24      | 4          | 6       | 87       | 23        | +64         | 76     | Друга лига Србије и Црне Горе — Исток |
| 2      | БСК Бујановац    | 34     | 21      | 6          | 7       | 69       | 41        | +28         | 69     |                                       |
| 3      | Рудар Ал. Рудник | 34     | 21      | 2          | 11      | 85       | 49        | +36         | 65     |                                       |
| 4      | Косаница         | 34     | 20      | 5          | 9       | 70       | 44        | +26         | 65     |                                       |
| 5      | Динамо Врање     | 34     | 19      | 6          | 9       | 66       | 41        | +25         | 63     |                                       |
| 6      | Синђелић Ниш     | 34     | 19      | 5          | 10      | 60       | 49        | +11         | 62     |                                       |
| 7      | Жељезничар Ниш   | 34     | 19      | 5          | 10      | 64       | 37        | +27         | 62     | Бараж за опстанак у Трећој лиги       |
| 8      | Вучје            | 34     | 17      | 7          | 10      | 68       | 42        | +26         | 58     | Четврта лига                          |
| 9      | Јастребац Блаце  | 34     | 17      | 7          | 10      | 63       | 40        | +23         | 58     | Четврта лига                          |
| 10     | Сечаница         | 34     | 16      | 5          | 13      | 69       | 59        | +10         | 53     | Четврта лига                          |
| 11     | МСК              | 34     | 12      | 9          | 13      | 57       | 65        | -8          | 45     | Четврта лига                          |
| 12     | ОФК Топличанин   | 34     | 11      | 8          | 15      | 60       | 62        | -2          | 41     | Четврта лига                          |
| 13     | Пуковац          | 34     | 9       | 4          | 21      | 44       | 78        | -34         | 31     | Четврта лига                          |
| 14     | Радник Пункт     | 34     | 8       | 6          | 20      | 54       | 87        | -33         | 30     | Четврта лига                          |
| 15     | Јастребац Ниш    | 34     | 9       | 2          | 23      | 38       | 70        | -32         | 29     | Четврта лига                          |
| 16     | Бања соко        | 34     | 8       | 5          | 21      | 43       | 77        | -34         | 29     | Четврта лига                          |
| 17     | Сврљиг           | 34     | 5       | 3          | 26      | 39       | 102       | -63         | 18     | Четврта лига                          |
| 18     | Пуста Река       | 34     | 5       | 3          | 26      | 34       | 104       | -70         | 18     | Четврта лига                          |

- Власина се пласирала у Другу лигу Србије и Црне Горе — Исток.
- Жељезничар - плеј оф за пласман у новоформирану Трећу лигу — Исток.

## Зона Црна Гора
У зони Црна Гора учествује 16 клубова, свако са сваким кући и на страни по једном. На крају сезоне, побједник ће изборити пласман у Другу лигу зона Југ за сезону 2003/04, док из лиге испада пет клубова. У сезони 2001/02. из лиге су испали Жупаница из Рожаја, Текстилац из Бијелог Поља и Игало из Игала, умјесто њих, у Трећу лигу — Црна Гора пласирали су се Брсково из Мојковца и Отрант из Улциња. У Другу лигу за сезону 2002/03. пласирали су се Ком из Подгорице, као побједник Треће лиге група Црна Гора и Језеро из Плава, као другопласирани. Из Друге лиге — Југ испао је Ибар из Рожаја.

## Табела
| Мјесто | Екипа           | Играно | Побједа | Неријешено | Изгубио | Дао гол. | При. гол. | Гол-разлика | Бодови | Напомене                            |
| ------ | --------------- | ------ | ------- | ---------- | ------- | -------- | --------- | ----------- | ------ | ----------------------------------- |
| 1      | Грбаљ           | 30     | 22      | 5          | 3       | 52       | 11        | 41          | 71     | Друга лига Србије и Црне Горе — Југ |
| 2      | Зора            | 30     | 21      | 6          | 3       | 58       | 17        | 41          | 69     |                                     |
| 3      | Црвена Стијена  | 30     | 16      | 6          | 8       | 45       | 30        | 15          | 54     |                                     |
| 4      | Беране          | 30     | 14      | 5          | 11      | 34       | 20        | 14          | 47     |                                     |
| 5      | Гусиње          | 30     | 14      | 4          | 12      | 39       | 30        | 9           | 46     |                                     |
| 6      | Братство        | 30     | 11      | 12         | 7       | 37       | 26        | 11          | 45     |                                     |
| 7      | Дрезга          | 30     | 12      | 7          | 11      | 23       | 20        | 3           | 43     |                                     |
| 8      | Арсенал         | 30     | 10      | 11         | 9       | 38       | 23        | 15          | 41     |                                     |
| 9      | Рибница         | 30     | 11      | 7          | 12      | 31       | 41        | -10         | 40     |                                     |
| 10     | Ибар            | 30     | 11      | 6          | 13      | 26       | 32        | -6          | 39     |                                     |
| 11     | Бијела          | 30     | 11      | 3          | 16      | 33       | 56        | -33         | 36     |                                     |
| 12     | Отрант          | 30     | 10      | 5          | 15      | 35       | 43        | -8          | 35     | Четврта лига — Црна Гора            |
| 13     | Пљевља 1997     | 30     | 9       | 6          | 15      | 29       | 46        | -17         | 33     | Четврта лига — Црна Гора            |
| 14     | Брсково         | 30     | 5       | 9          | 16      | 21       | 43        | -22         | 24     | Четврта лига — Црна Гора            |
| 15     | Црвена Звијезда | 30     | 5       | 8          | 17      | 19       | 40        | -21         | 23     | Четврта лига — Црна Гора            |
| 16     | Цетиње          | 30     | 5       | 6          | 19      | 18       | 60        | -42         | 19     | Четврта лига — Црна Гора            |

- Грбаљ се пласирао у Другу лигу Србије и Црне Горе — Југ.
- Отрант испада у Четврту лигу — Црна Гора (Јужна регија).
- Пљевља 1997 испада у Четврту лигу — Црна Гора (Сјеверна регија).
- Брсково испада у Четврту лигу — Црна Гора (Сјеверна регија).
- Црвена Звијезда испада у Четврту лигу — Црна Гора (Средња регија).
- Цетиње испада у Четврту лигу — Црна Гора (Јужна регија).
- Цетиње -2 бода.

## Плеј оф за пласман у новоформиране зоне

### Плеј оф за пласман у Трећу лигу — Запад
Од сезоне 2003/04, Зоне Дунав и Морава спајају се у јединствену Српску лигу Запад, испада по 12 клубова из обје зоне, док шестопласирани клубови из обје зоне играју плеј оф за последње мјесто у новоформираној лиги за сезону 2003/04.
За пласман у новоформирану Трећу лигу — Запад разигравају:
- Раднички Зорка - 6. мјесто у Трећој лиги — Дунав,
- Таково - 6. мјесто у Трећој лиги — Морава.

### Први меч
| Раднички Зорка | 0:6 | Таково |
| -------------- | --- | ------ |
|                |     |        |

### Други меч
| Таково | 8:1 | Раднички Зорка |
| ------ | --- | -------------- |
|        |     |                |

Пласман у јединствену Српску лигу Запад обезбиједило је Таково из Горњег Милановца.

### Плеј оф за пласман у Трећу лигу — Исток
Од сезоне 2003/04, Зоне Тимок и Ниш спајају се у јединствену Српску лигу Исток, испада по 11 клубова из обје зоне, док седмопласирани клубови из обје зоне играју плеј оф за последње мјесто у новоформираној лиги за сезону 2003/04.
За пласман у новоформирану Трећу лигу — Исток разигравају:
- Мајданпек - 8. мјесто у Трећој лиги — Тимок,
- Жељезничар - 7. мјесто у Трећој лиги — Ниш.

### Први меч
| Мајданпек | 0:1 | Жељезничар |
| --------- | --- | ---------- |
|           |     |            |

### Други меч
| Жељезничар | 0:1 4:3 (пен.) | Мајданпек |
| ---------- | -------------- | --------- |
|            |                |           |

Пласман у јединствену Српску лигу Исток обезбиједио је Жељезничар из Ниша.